# کارمین جوردانو
کارمین جوردانو (انگلیسی: Carmine Giordano؛ زادهٔ ۲۰ مارس ۱۹۸۲) بازیکن فوتبال اهل ایتالیا است.